# Thubten Samdup
Thubten Samdup tibétain : ཐུབ་བསྟན་བསམ་གྲུབ, Wylie : thub bstan bsam grub, né à Lhassa au Tibet le 24 octobre 1949, exilé en Inde est un ethnomusicologue, militant et homme politique tibétain.

## Biographie
Ses deux parents sont originaires du Kham. Son père était un négociant en thé, orge et laine et sa mère, agricultrice. À l'époque du soulèvement tibétain de 1959, alors qu'il n'a que 9 ans, avec ses parents et son frère cadet, il s'exile en Inde, où sa famille se réfugie à Kalimpong. Plus tard, il est placé dans un centre d'accueil du gouvernement tibétain en exil pour les enfants réfugiés tibétains (Bhuso Khang) à Dharamsala. 
Un an plus tard, il est sélectionné avec seize autres enfant pour recevoir une formation à l'Institut tibétain des arts du spectacle (TIPA) où, il étudie la musique et la danse traditionnelle tibétaine. Plus tard, il reçoit une bourse de la Fondation Rockefeller qui lui permet d'étudier l'ethnomusicologie à l'université Brown de Rhode Island. Une deuxième bourse de cette fondation permet à  Samdup de documenter les traditions orales de la musique tibétaine. Après son retour des États-Unis en 1976, Samdup est nommé directeur du TIPA. Alors qu'il travaille au TIPA, il écrit une chanson inspirée d'un poème du 6e Dalaï lama
À Dharamsala, il s'implique dans la branche régional du Congrès de la jeunesse tibétaine et en devient président trois ans à partir de 1978.
En 1980, Samdup s'installe avec son épouse canadienne et ses deux enfants à Montréal au Canada. À Montréal, il s'investit dans une association tibétaine et en devient le président pendant huit ans. En 1987, Samdup co-fonde le Comité Canada Tibet et pendant 17 ans, en est le président. 
En 1991, il est le premier tibétain élu membre du Parlement tibétain en exil,  représentant les Tibétains d'Amérique du Nord.
La même année, il crée le Canadian Parliamentary Friends of Tibet - un groupe non partisan de parlementaires et de sénateurs soutenant le Tibet. 
Il participe au premier documentaire canadien sur le Tibet intitulé Le Tibet : chant d'exil réalisé par l'Office national du film du Canada et sorti en 1991
En 1992, Samdup fonde le World Tibet News avec trois autres éditeurs - un service de nouvelles électronique quotidiennes sur le Tibet pour sensibiliser le public mondial à la situation tibétaine.  
En 2000, il co-fonda, ou fut l’instigateur du Réseau international pour le Tibet, pour pallier le manque de coordination du mouvement tibétain). Peu après, il lance la TSG Email List pour améliorer la coordination entre les principaux groupes de soutien au Tibet à travers le monde
En 2006, Samdup fonde Drelwa (Online China Outreach) - permettant des interactions virtuelles entre Tibétains en exil et les internautes chinois. En plus de tendre la main aux Chinois, l'initiative a également créé des emplois aux Tibétains. 
En 2007, il devient président de la Fondation du Dalaï Lama au Canada. Samdup a organisé cinq visites et des réunions importantes du Dalaï Lama avec les principaux partis politiques et chefs religieux canadiens, y compris avec le premier ministre canadien de l'époque, Paul Martin. Cette réunion qui s'est tenue en 2004 est considéré comme « stratégique » par les Tibétains. Elle suivit l'obtention de l'appui de près des deux tiers des parlementaires canadiens, appelant le Premier ministre à jouer le rôle d'intermédiaire entre les dirigeants de la Chine et les représentants du Dalaï Lama.
En septembre 2008, lors de cérémonies en relation avec Journée internationale de la paix, il est nommé « pacifiste de l'année » à Montréal en reconnaissance de ses deux dernières décennies de travail pour le bien-être du peuple tibétain dans la non-violence et la paix.  
En 2011, il lance une initiative pour promouvoir l'élection du Premier ministre tibétain de 2011 dans la communauté tibétaine, où il gagne en considération.

### Représentant du dalaï-lama pour l'Europe du Nord
En 2009, Samdup est nommé représentant du dalaï-lama pour l'Europe du Nord (Danemark, Estonie, Finlande, Islande, Irlande, Lettonie, Lituanie, Norvège, Pologne, Suède et Royaume-Uni). Samdup commence sa mission diplomatique en août 2009 au Bureau du Tibet de Londres.
En septembre 2012, il reçut avec le président du groupe parlementaire multipartite pour le Tibet Fabian Hamilton, Thubten Wangchen, porteur de la Flamme de la Vérité durant un parcours de relais dans des pays européens, visant à susciter une solidarité pour le Tibet et faire connaître l'auto-immolation de Tibétains au Tibet.
En septembre 2014, Chonpel Tsering lui succéda.